# Макаров, Николай Андреевич (хоккеист)
Николай Андреевич Макаров (род. 12 января 2003, Пермь) — российский хоккеист, защитник. Мастер спорта России (2021).

## Биография
В четыре с половиной года стал заниматься в хоккейной секции пермского «Молота». В 12 лет переехал в Подольск, где стал заниматься в «Витязе». В 2019 году перешёл в ЦСКА, стал играть за команду МХЛ «Красная армия». В следующем сезоне провёл по одному матчу в ВХЛ за команду «Звезда» и в КХЛ — 20 февраля 2021 года в домашнем матче против рижского «Динамо» (1:4).
Серебряный призёр юниорского чемпионата мира (2021), обладатель Кубка Гагарина (2023).